# Carpark Records
Carpark Records est un label indépendant américain fondé en 1999 à New York par Todd Hyman et basé depuis 2005 à Washington. Il publie des disques d'artistes tels que Cloud Nothings, Dan Deacon, Toro Y Moi, Kid 606, Teen, beach House. Le label possède deux sous labels Paw Tracks, Acute Records qui publient des albums de Ariel Pink, Panda Bear, Black Dice ou Animal Collective pour le premier et le second est spécialisé dans les rééditions. Le label publie des disques d'artistes américains, anglais mais aussi néo-zélandais.

## Artistes

### Carpark Records
- 242.pilots
- Beach House
- Cloud Nothings
- Lesser Gonzalez Alvarez
- Belong
- Casino Versus Japan
- Class Actress (en)
- Dan Deacon
- Dog Bite
- Dinky
- EAR PWR
- Ecstatic Sunshine
- Kid 606 (en)
- Kit Clayton
- Greg Davis (en)
- GRMLN
- Jake Mandell
- Light Pollution
- Marumari
- Takagi Masakatsu
- Teen
- Memory Tapes (en)
- Montag
- Ogurusu Norihide
- Popstrangers
- Safety Scissors
- Samuel Muzaliwa
- Signer
- So Takahashi
- Speedy Ortiz
- Toro Y Moi
- Keith Fullerton Whitman
- WZT Hearts
- Young Magic

### Paw tracks
- Animal Collective
- Ariel Pink
- Black Dice
- Dent May & His Magnificent Ukulele
- Eric Copeland
- Excepter
- Jane
- Kría Brekkan
- Panda Bear
- The Peppermints
- Rings
- Terrestrial Tones
- Tickley Feather
- Prince Rama
- Avey Tare
- Deakin

### Acute Records
- Glenn Branca
- Métal Urbain
- Theoretical Girls
- Ike Yard
- Metal Boys